# Tetrastichus kukitamabae
Tetrastichus kukitamabae är en stekelart som beskrevs av Ishii 1950. Tetrastichus kukitamabae ingår i släktet Tetrastichus och familjen finglanssteklar. Inga underarter finns listade i Catalogue of Life.